# 메제리 벌라주
메제리 벌라주 어틸러(헝가리어: Megyeri Balázs Attila, 1990년 3월 31일, 부다페스트 ~)는 헝가리의 축구 선수로, 현재 AEL 리마솔에서 골키퍼로 활약하고 있다.

## 경력

### 페렌츠바로시
부다페스트 출신으로, 메제리는 페렌츠바로시에서 데뷔하여 짧은 기간 동안 브리스틀 시티의 유소년팀에서 활약하다 페렌츠바로시로 복귀하였다.
2009년 8월 23일, 그는 헤르타 BSC의 단기간 트라이얼에 참가했었다. 그는 결국 페렌츠바로시에서 1군 데뷔를 하여 헝가리 클럽에서 총 26경기에 출전하였다.

### 올림피아코스
2010년 6월, 그는 올림피아코스와 3년 계약을 체결하였다.
2010년 12월 14일, 그는 그리스 카라이스카키스 스타디움에서 열린 국제 경기인 "제 8회 빈곤에 대항한 경기"에 올림피아코스 올스타팀의 골키퍼로 출전하였다.
그는 3-1로 이긴 카발라와의 카라이스카키스 스타디움 홈경기에서 올림피아코스 데뷔전을 치렀다. 그는 써드 골키퍼로써 3경기에 출전해 준수한 활약을 펼치며 피레아스에서의 첫 해를 성공적으로 보냈다. 팀동료들과 팬들은 올림피아코스의 미래를 벌라주에게 걸 수도 있다고 주장하였다.
안토니오스 니코폴리디스가 은퇴하고 우르코 파르도가 팀을 떠난 후, 프랑코 콘스탄소가 새 주전 골키퍼로 영입되었고, 메제리는 그의 백업이 되었으나, 콘스탄소의 부진으로 인해 메제리가 올림피아코스의 시즌 잔여 기간 동안 선발 수문장으로 출전해 2011-12 시즌 동안 수 차례의 경기에서 상대의 공격을 무실점으로 틀어막았다.
그는 로이 캐롤의 영입 후에도 꾸준히 팀의 주전 수문장으로 나섰으나, 2012-13 시즌에 두 번의 UEFA 챔피언스리그 경기에 출전했는데도 불구하고 결국 주전 자리를 캐롤에게 내 주게 되었다. 2013년 1월을 기점으로, 메제리는 다시 주전 수문장 지휘를 회복하였다.
2013-14 시즌에 들어, 그는 새 팀동료인 로베르토와 주전 수문장 자리를 놓고 경합하게 되었다.

## 클럽 통계
2015년 2월 4일 기준
| 클럽         | 시즌      | 리그 | 리그 | 컵   | 컵 | 대륙 | 대륙 | 합계 | 합계 |
| 클럽         | 시즌      | 출장 | 골   | 출장 | 골 | 출장 | 골   | 출장 | 골   |
| ------------ | --------- | ---- | ---- | ---- | -- | ---- | ---- | ---- | ---- |
| 페렌츠바로시 | 2008–09   | 2    | 0    | 0    | 0  | 0    | 0    | 2    | 0    |
| 페렌츠바로시 | 2009–10   | 24   | 0    | 0    | 0  | 0    | 0    | 24   | 0    |
| 합계         | 합계      | 26   | 0    | 0    | 0  | 0    | 0    | 26   | 0    |
| 올림피아코스 | 2010–11   | 3    | 0    | 0    | 0  | 0    | 0    | 3    | 0    |
| 올림피아코스 | 2011–12   | 22   | 0    | 2    | 0  | 6    | 0    | 30   | 0    |
| 올림피아코스 | 2012–13   | 14   | 0    | 4    | 0  | 3    | 0    | 21   | 0    |
| 올림피아코스 | 2013–14   | 2    | 0    | 8    | 0  | 0    | 0    | 10   | 0    |
| 올림피아코스 | 2014–15   | 3    | 0    | 6    | 0  | 0    | 0    | 9    | 0    |
| 합계         | 합계      | 44   | 0    | 20   | 0  | 9    | 0    | 73   | 0    |
| 경력 합계    | 경력 합계 | 67   | 0    | 20   | 0  | 9    | 0    | 101  | 0    |

## 국가대표팀 경력
2012년 5월 16일, 그는 에게르바리 산도르 감독에 의해 체코와의 친선전을 앞두고 헝가리 국가대표팀에 차출되었다. 그는 경기에 출전하지 않았으나, 현재까지 국가대표팀의 백업 골키퍼를 맡고 있으며, 아직까지 성인 국가대표팀 출전 기록이 없다. 그는 헝가리의 U-21 국가대표팀으로 출전한 경험이 있다.

## 수상

### 클럽
올림피아코스
- 수페르리가 엘라다: 2010–11, 2011–12, 2012–13, 2013-14
- 그리스 컵: 2011–2012, 2012–2013

### 국가대표팀
헝가리 U-20
- FIFA U-20 월드컵 3위: 2009

### 개인
- 히데그쿠티 난도르 상: 2009–10